# Spilargis
Spilargis Simon, 1902 è un genere di ragni appartenente alla famiglia Salticidae.

## Distribuzione
L'unica specie oggi nota di questo genere è endemica della Nuova Guinea; una sottospecie è stata reperita nell'arcipelago delle Molucche.

## Tassonomia
A dicembre 2010, si compone di una specie e una sottospecie:
- Spilargis ignicolor Simon, 1902[2] — Nuova Guinea
  - Spilargis ignicolor bimaculata Strand, 1909 — Arcipelago delle Molucche

### Specie trasferite
- Spilargis nigromaculata (Keyserling, 1883); trasferita al genere Lycidas Karsch, 1878, con la denominazione di Lycidas nigromaculatus (Keyserling, 1883) a seguito di uno studio dell'aracnologo Zabka del 1987[1].